# Distretto di Quilcapuncu
Il distretto di Quilcapuncu è uno dei cinque  distretti della provincia di San Antonio de Putina, in Perù. Si trova nella regione di Puno e si estende su una superficie di 516,66 chilometri quadrati.

Istituito il 26 novembre 1986, ha per capitale la città di Quilcapuncu; al censimento 2007 contava 5.131 abitanti.